# Estat Lliure de Saxònia-Weimar-Eisenach
L'Estat Lliure de Saxònia-Weimar-Eisenach (Freistaat Sachsen-Weimar-Eisenach) fou un dels estats territorials que van constituir l'anomenada República de Weimar. Va sorgir de l'antic Gran Ducat de Saxònia al final de la Primera Guerra Mundial. Va existir de novembre 1918 fins a la seva unió a l'Estat de Turíngia l'1 de maig de 1920.

## Història
A petició del Consell de Treballadors i Soldats de Weimar, el Gran Duc Guillem Ernest va abdicar el 9 de novembre de 1918. El Consell va assumir provisionalment els assumptes d'Estat. August Baudert va ser Comissari d'Estat i Hermann Leber (SPD) comissari per a la regulació de qüestions de nutrició.
El 9 de març de 1919 es van celebrar les eleccions per a un nou parlament estatal i, el 20 de maig, es va produir un govern de coalició format per socialdemòcrates i demòcrates alemanys. Els ministres d'Estat van ser Arnold Paulssen (DDP) i August Baudert, els consellers d'estat Adolf Hörschelmann (SPD), Philipp Kühner (DDP), Julius Palm (SPD), Emil Polz (DDP) i Albert Rudolph (SPD).
El 15 de maig, la legislatura estatal va aprovar una nova constitució estatal per a l'Estat Lliure, dissenyada pel professor Eduard Rosenthal. Aquesta constitució també va servir com a base per a la futura constitució de l'estat de Turíngia. Pel que fa a la fusió amb els altres estats de Turíngia cap al nou estat de Turíngia, el Parlament va exercir un paper pioner a Turíngia i va votar per unir-se el 5 de juny de 1919 per 33 vots a 8.
Amb la fundació de l'estat de Turíngia l'1 de maig de 1920, l'Estat lliure de Saxònia-Weimar-Eisenach va renunciar oficialment a la seva condició d'estat federal sobirà. La "llei sobre l'administració dels antics països de Turíngia en el període de transició" del 9 de desembre de 1920 va convertir finalment l'Estat Lliure en una associació comunal de més alt nivell amb representació territorial i govern territorial, que va ser derogada definitivament l'1 d'abril de 1923.